# Kesslersyndromet

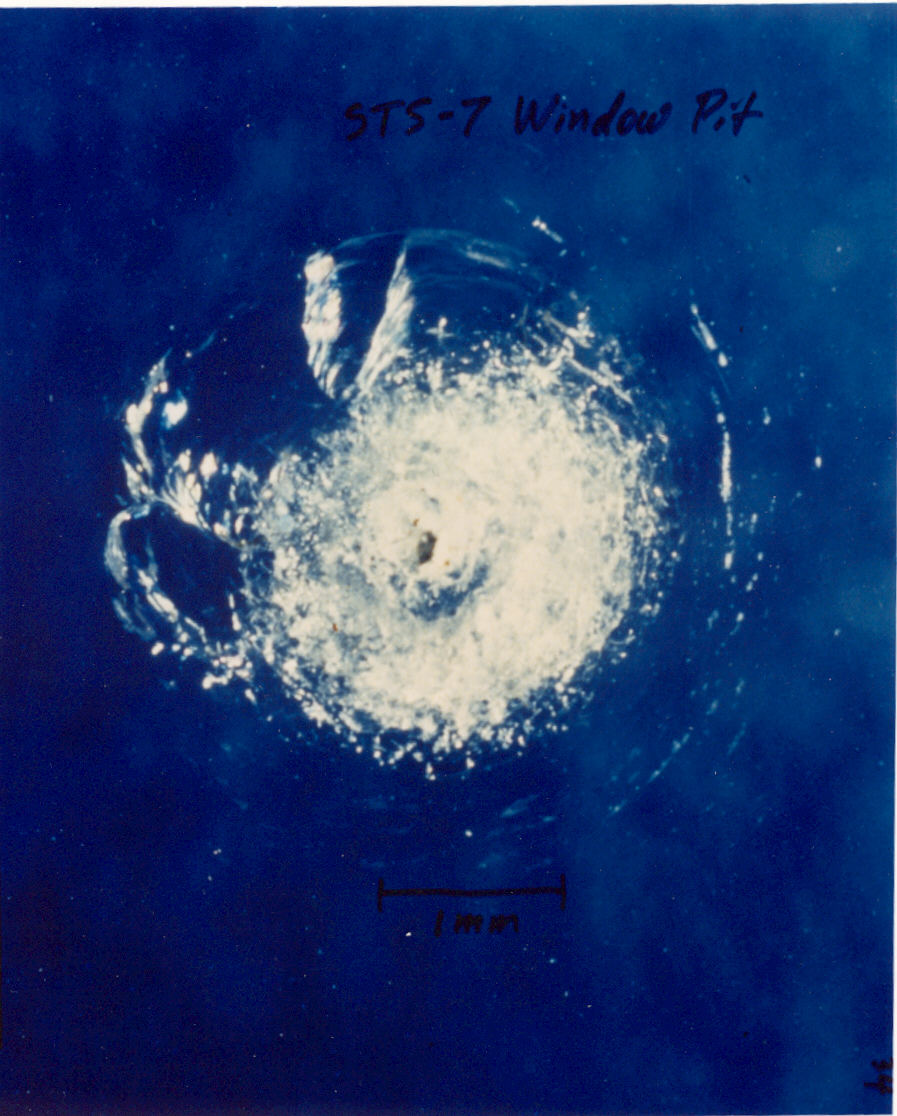
Spår på ett rymdfärjefönster efter kollision med rymdskrot.

Kesslersyndromet, även benämnt kesslereffekten, är ett tänkt möjligt händelseförlopp som har föreslagits och beskrivits av Donald J. Kessler. Han föreställde sig 1978 ett möjligt scenario där delar av rymdskrot kolliderar med varandra i den lägre jordomloppsbanan. Då detta inträffar, splittras skrotet upp i mindre delar, vilka kan spridas över ett större område och öka risken för vidare kollisioner, vilket i sin tur kan leda till skador på, och förstörelse av, exempelvis satelliter. 
Kessler är en amerikansk astrofysiker och före detta NASA-forskare.

## Historik
Kesslersyndromet som term uppstod i samband arbete av en kollega till Donald Kessler – John Gabbard, som arbetade för NORAD. Militärkommandot NORAD underhöll en katalog över konstgjorda objekt i omlopp kring jorden, men de hade däremot ingen dokumentation över objektens sönderfall. John Gabbard förde dock en inofficiell dokumentation över större satelliters sönderfall, vilket senare kom att visa sig väldigt användbart för att förstå de mindre rymdskrotsdelarnas ursprung.
1978 publicerade Donald Kessler en rapport som behandlade kollisionsfrekvensen bland satelliter och uppkomsten av ett rymdskrotsbälte. I denna rapport beskrevs bland annat hur varje enskild kollision mellan satelliter skulle kunna ge upphov till flera hundra objekt stora nog att katalogisera. Detta fångade John Gabbards intresse, och han kom således att använda uttrycket Kesslersyndromet angående självgenererande rymdskrot.

## Potentiella risker
En möjlig konsekvens av masskollisioner – kaskadkollisioner – skulle kunna vara att rymdskrotet i den lägre jordomloppsbanan blev så många och så utspridda att det omöjliggjorde användande av satelliter. Mängden skrot skulle då kunna omintetgöra möjligheten för säkra uppskjutningar av satelliter från jorden. 
Även användning av vapen i rymden skulle kunna generera en hel del rymdskrot. Det skulle därigenom kunna öka risken för  Kesslereffekten.
En desto mer konkret risk utgörs av den inaktiva jordobservationssatelliten Envisat, vilken inaktiverades den 8 april 2012, efter vilket man förlorade kontakten med en månad senare.. Den drygt 8211 kilo tunga satelliten befinner sig i omlopp på  ca. 785 kilometers höjd, i en bana som trafikeras av rymdskrot och rymdskrotet ifråga, vilket består av två katalogiserade delar passerar på ett minimiavstånd av 200 meter varje år. Detta i sig är tillräckligt för att det skall anses vara nödvändigt att styra bort satelliten, vilket i nuläget är svårt då den som påpekat är okommunicerbar. Det föreligger även en stor sannolikhet att  skrotet i denna bana kommer att öka, och kollision med Envisat förutspås ske inom 150 år. I den mån detta inträffar kommer satelliten i sig att utgöra en källa för nytt rymdskrot.